# ノルディスカ
ノルディスカ (Nordiska) は、1926年にスウェーデンにてピアノ製造を開始したピアノメーカーである。現在は中国のピアノメーカー・営口東北鋼琴（以下「ドンベイピアノ」と呼ぶ）のブランド。

## 概要
1988年に中国の国営企業であったドンベイピアノがスウェーデンにて製造されていたノルディスカピアノの設計・工場・設備を全て買取り、中国でピアノ製造を始める。ドンベイピアノは1990年代後半には中国ピアノメーカーの中でもトップ5に入る生産台数・販売台数となり、アメリカをはじめ日本やヨーロッパなどにピアノを輸出し始めた。
その後、ノルディスカは低価格戦略とヨーロッパから受け継いだ生産技術力を生かし生産台数を伸ばした。その後、ドンベイピアノは民営化され、2007年にアメリカの大手ギターメーカー「ギブソン」に買収された。
ドンベイピアノはギブソングループに入ると同時に社名を「Baldwin Dongbei Piano（ボールドウィンドンペイピアノ）」に変更し、工場ではアメリカの老舗ピアノブランド「Baldwin（ボールドウィン）」をはじめ「Nordiska（ノルディスカ）」「August Hoffman（アウグストホフマン）」「J&C Fischer（ジェイアンドシーフィッシャー）」などのピアノブランドを製造している。
2009年には中国の公的機関（国又は省）から一定の生産経歴と実績、設備、技術、サービス、企業イメージ、社会に対する貢献度などを満たした企業に贈られる「著名商標」（名牌産品／有名ブランドの意）にノルディスカが認定された。工場はISO 9001=2000を取得している。